# جون لونش (سياسي أيرلندي)
جون لونش (بالإنجليزية: John Lynch)‏ هو سياسي أيرلندي، ولد في 10 أبريل 1889، وتوفي في 10 يونيو 1957. انتخب عضو مجلس الشيوخ من أيرلندا عن دائرة Industrial and Commercial Panel ‏ وقد انضم خلال فترته النيابية ‏ (22 يوليو 1954 – 28 مارس 1957) للكتلة البرلمانية فاين جايل وفي 1951 Irish general election ‏، انتخب نائب دييل عن دائرة Kerry North (Dáil constituency) ‏ وقد انضم خلال فترته النيابية ‏ (13 يونيو 1951 – 23 أبريل 1954) للكتلة البرلمانية فاين جايل.